# Лаур Вольдемар Хендрикович
Лаур Вольдемар Хендрикович  ( эст. Voldemar Laur ; 17.02.1927 — 04.01.2013) — радянський вчений, заслужений агроном Естонської РСР (1965).
Кандидат сільсько-господарських наук (1961). Герой Соціалістичної  Праці (1966). Член КПРС з 1963.
БІОГРАФІЯ
1953 - закінчив Естонську сільсько-господарську  академію.
1953-55 і 1958 -1962 - науковий співробітник
1955-58 - аспірант Інституту рослинництва АН  Естонської РСР.
1961 - Кандидат сільськогосподарських наук
З 1962 року директор опорно-показового радгоспу «Кар'я» .
1975 р.-  завідувач дослідної станції «Кар'я»  Естонського науково-дослідного інституту землеробства та меліорації.
З 1978 року — на науковій роботі.
1984 р. - Доктор сільськогосподарських наук. Тема докторської дисертації: «Естественное распространение люцерны желтой, её биология и возможности использования в сельском хозяйстве Эстонской ССР».
Розробив агротехніку обробітку люцерни на дерново-карбонатних ґрунтах, не придатних для обробітку інших культур через несприятливі умови водного режиму. Застосування цієї агротехніки підвищує продуктивність звичайних  лук .
НАГОРОДЖЕННЯ
Лаур нагороджений:
Орденом Леніна,
медалями ВДНГ СРСР,
двома почесними грамотами Президії Верховної Ради Естонської РСР.
Член Бюро Кінгісепського райкому партії (з 1966).
Кандидат у члени ЦК КП Естонії з 1971